# Béthomont
Béthomont est un hameau de la commune belge de Bastogne situé en Région wallonne dans la province de Luxembourg, au cœur de l'Ardenne belge.

## Histoire
Béthomont faisait partie de la commune de Bertogne, déjà avant la fusion des communes de 1977.
Depuis le 2 décembre 2024, à la suite de la fusion de la commune de Bertogne avec celle de Bastogne, il fait partie de la commune de Bastogne.

## Situation et description
Béthomont est un vieux hameau ardennais implanté à la naissance d'un vallon arrosé par un petit ruisseau, affluent de la Rouette et sous-affluent de l'Ourthe. Situé au cœur du parc naturel des Deux Ourthes, il se trouve à l'ouest du village de Bertogne au bout d'une rue en cul-de-sac. On ne recense aucun édifice religieux dans la localité.

## Patrimoine
- La pierre druidique de Béthomont a été dressée au centre du hameau. Elle a été découverte à proximité, au lieu-dit Al Noïette[1]. Celle-ci est répertoriée aux archives de l'université de Bruxelles [ULB]. C'est une pierre d'eau qui fut hissée à plus d'un kilomètre de la rivière se trouvant en contrebas. Son histoire commence au temps des Celtes qui s'en servirent sans doute pour des sacrifices religieux.